# 埃默里世界
埃默里世界是美国航空货运代理商与空运承运商，1946年成立。该公司是早期航空货运业的先驱，最初通过租用现有航线舱位运营，后逐步建立自有货运机队。近40年间，埃默里始终保持全球最大货运承运商地位。1989年被联合货运（Consolidated Freightways）收购，2004年再被联合包裹服务公司以门洛全球货运（Menlo Worldwide Forwarding）的名义收购。

## 历史

埃默里世界公司标志（1981年至1989年使用）

### 埃默里航空货运（1946年—1979年）
1946年，约翰·C·埃默里（John C. Emery Sr.）与伦纳德·G·亨特（Leonard G. Hunt）在纽约创立埃默里航空货运公司（Emery Air Freight Corporation）。该公司突破定期航班航空公司的阻挠，成为首个向美国民用航空委员会（CAB）申请公共承运人资质的航空货运代理商。1948年，埃默里正式获颁CAB第001号公共航空货运承运许可证。
至1966年，埃默里已扩展至全美60个办事处及30个国际网点，雇员超1400人。其货运量占全美航空货运代理商处理总量的40%，收入占比达行业三分之二。1969年，公司在斥资300万美元签订IBM十年计算机租赁协议后，推出革命性的计算机追踪系统EmCon。同年11月，创始人约翰·埃默里与联合创始人伦纳德·亨特相继离世。
1970年代初因航空路线缩减，埃默里开始租赁飞机。1976年组建一支由租赁货机组成的机队“埃默里空军”（Emery Air Force）。到1977年，该机队拥有16架租赁货机，1979年末增至66架。

### 埃默里世界（1981年—2001年）
1981年公司更名为埃默里世界，开始购置自有飞机并成立埃默里世界航空（Emery Worldwide Airlines）。同年于俄亥俄州代顿建立货运“超级枢纽”（Superhub），成为北美物流网络核心。1983年，埃默里运营64架飞机，提供业内最广泛服务，为全球最大国际文件包裹承运商。
1987年4月，埃默里以3.06亿美元收购宝勒特速递以拓展小包裹市场，但业务整合不利致1988年至1989年初巨额亏损。1989年4月，公司被联合货运（Consolidated Freightways）以2.3亿美元收购，与CF空运部门合并为“埃默里全球——CF旗下公司”。
CF未能扭转埃默里财务危机，导致其自1961年以来首次亏损，总裁于1990年辞职。继任者阿瑟·巴斯（Arthur C. Bass）任职不足六月，罗杰·库里（W. Roger Curry）接任后于1995年恢复盈利。1996年CF更名为CNF运输公司，埃默里同步更名为“埃默里全球——CNF旗下公司”。
2000年2月17日埃默里世界航空17号航班失事后，经美国联邦航空管理局调查发现安全隐患。2001年8月13日，公司货机遭强制停飞，货运业务转包第三方承运商，客户服务未受影响。

### 门洛全球货运（2001年—2004年）
2001年末公司更名为埃默里货运（Emery Forwarding），2004年1月1日再度更名为门洛全球货运（Menlo Worldwide Forwarding）。2004年10月，联合包裹服务公司以1.5亿美元现金收购该公司，并承担其约1.1亿美元长期债务。

## 引发关注的货运案例
- 1969年，巴勃罗·毕加索价值7.5万美元的画作《持火枪的女人肖像》从巴黎运往密尔沃基途中，其未贴标签的板条箱在波士顿埃默里货运站被一名雇员私自运回家中。据称该行为是主管为清理码头拥堵所指使。当雇员发现箱内画作价值并知悉联邦调查局介入调查后，匿名将画作归还至波士顿美术馆。此案盗窃者与归还者身份直至2023年才被揭露。[19]
- 1983年，美国职棒大联盟发生臭名昭著的松焦油事件后，埃默里公司受命将球棒送还其所有者——堪萨斯城皇家队强打击球员乔治·布雷特。此前联盟主席李·麦克费尔裁定，布雷特7月24日对阵纽约洋基队时使用松焦油超标的球棒击出的本垒打仍属有效。[20]
- 1988年，由肯塔基大学篮球队助理教练德韦恩·凯西寄给新秀球员克里斯·米尔斯父亲的包裹在运输中意外开封。多名埃默里员工声称发现包内藏有1000美元现金，此事引发美国国家大学体育协会（NCAA）调查。[21]凯西否认寄送该包裹，1990年埃默里公司以690万美元和解其提出的诽谤诉讼。[22]